# 12 Heures de Sebring 1982
Navigation
Édition précédente Édition suivante
Les 12 Heures de Sebring 1982 sont la 30e édition de l'épreuve et la 2e manche du championnat IMSA GT 1982. Elles ont été remportées le 20 mars 1982 par la Porsche 935 no 18 pilotée par John Paul Sr. et John Paul Jr., faisant de cette édition l'une des rares courses d'endurance remportée par un équipage père-fils.

## Circuit

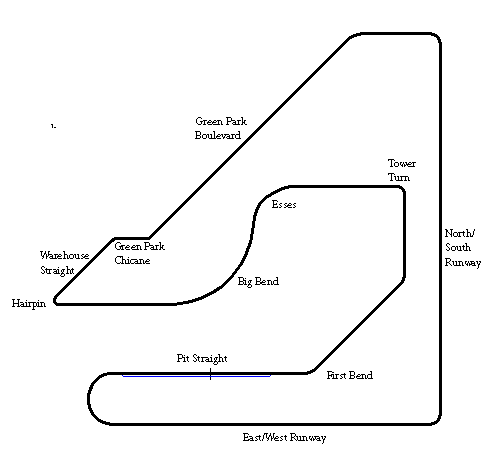
Le Sebring International Raceway, cadre des 12 Heures de Sebring 1982.

Les 12 Heures de Sebring 1982 se déroulent sur le Sebring International Raceway situé en Floride. Il est composé de deux longues lignes droites, séparées par des courbes rapides ainsi que quelques chicanes. Le tracé actuel diffère de celui de l'époque. Ce tracé a un grand passé historique car il est utilisé pour des courses automobiles depuis 1950. Ce circuit est célèbre car il a accueilli la Formule 1.

## Résultats
Voici le classement au terme de la course.
- Les vainqueurs de chaque catégorie sont signalés par un fond jauni.

| 1            | GTP | 18 | JLP Racing                  | John Paul Sr. John Paul Jr.                               | Porsche 935 JLP-3            | 244 |
| 2            | GTP | 46 | Garretson Development       | Bobby Rahal Mauricio de Narváez Jim Trueman               | March 82G                    | 244 |
| 3            | GTP | 8  | JLP Racing                  | Marion Speer Terry Wolters Charles Mendez                 | Porsche 935 JLP-2            | 237 |
| 4            | GTO | 50 | Diego Febles Racing         | Diego Febles Tato Ferrer Chiqui Soldevilla                | Porsche Carrera RSR          | 235 |
| 5            | GTP | 86 | Bayside Disposal Racing     | Hurley Haywood Al Holbert Bruce Leven                     | Porsche 935/80               | 231 |
| 6            | GTU | 38 | Mandeville Racing Ent.      | Roger Mandeville Jeff Kline Amos Johnson                  | Mazda RX-7                   | 224 |
| 7            | GTP | 9  | Garretson Development       | Ray Ratcliff Grady Clay Skeeter McKitterick               | Porsche 935K3                | 224 |
| 8            | GTO | 39 | R & H Racing                | Rainer Brezinka Rudy Bartling Fritz Hochreuter            | Porsche Carrera RSR          | 221 |
| 9            | GTO | 01 | Marketing Corporation       | John Morton Tom Klausler                                  | Ford Mustang                 | 219 |
| 10           | GTO | 05 | T & R Racing                | Tico Almeida Ernesto Soto Rene Rodriguez                  | Porsche Carrera RSR          | 218 |
| 11           | GTO | 26 | Roe-Selby Racing            | Earl Roe Tim Selby                                        | Porsche Carrera RSR          | 212 |
| 12           | GTP | 5  | Bob Akin Motor Racing       | Derek Bell Craig Siebert Bob Akin                         | Porsche 935K3/80             | 212 |
| 13           | GTU | 63 | Jim Downing                 | Jim Downing Tom Waugh John Maffucci                       | Mazda RX-7                   | 209 |
| 14           | GTO | 75 | D & L Performance           | Doug Lutz Dave Panaccione                                 | Porsche Carrera RSR          | 205 |
| 15           | GTO | 02 | Marketing Corporation       | Milt Minter John Bauer                                    | Ford Mustang                 | 194 |
| 16           | GTU | 27 | Scuderia Rosso              | Jim Fowells Ray Mummery John Carusso                      | Mazda RX-7                   | 194 |
| 17           | GTU | 61 | Paul Goral                  | Paul Goral Nort Northam Jim Burt                          | Porsche 911                  | 189 |
| 18           | GTO | 21 | Creviér & Associates        | Joe Crevier Paul Fassler Bob Zeigel                       | BMW M1                       | 187 |
| 19           | GTU | 77 | Dudley Davis                | Dudley Davis Henry Godfredson Charlie Lloyd               | Porsche 911                  | 184 |
| 20           | GTU | 78 | Der Klaus Haus              | Vicki Smith Klaus Bitterauf Scott Flanders                | Porsche 911                  | 183 |
| 21           | GTO | 58 | Brumos Racing               | Jim Busby Doc Bundy James Brolin                          | Porsche 924 Carrera          | 175 |
| 22           | GTU | 68 | John Rynerson               | Jack Rynerson Van McDonald Harvey McDonald                | Porsche 911                  | 168 |
| 23           | GTO | 88 | Shafer Concrete             | George Shafer Craig Shafer Al Crookston                   | Chevrolet Camaro             | 144 |
| 24           | GTU | 07 | Road Runner Racing          | Tom Buckley Peter Aschenbrenner Gene Rutherford           | Porsche 914/6                | 142 |
| 25           | GTP | 97 | The Cummings Marque         | Don Cummings Irwin Ayes                                   | Chevrolet Monza              | 141 |
| 26           | GTO | 94 | Bard Boand                  | Bard Boand Richard Anderson Brian Utt                     | Chevrolet Corvette Sting Ray | 138 |
| 27           | GTU | 93 | Uli Bieri                   | Uli Bieri Jean-Pierre Zingg Herman Lausberg               | Porsche 911                  | 127 |
| 28           | GTP | 81 | Meldeau Tire World          | Bill McDill Mike Meldeau Tom Juckette                     | Chevrolet Camaro             | 104 |
| Abandons     |     |    |                             |                                                           |                              |     |
| 29           | GTP | 00 | Interscope Racing           | Ted Field Danny Ongais                                    | Porsche 935K3/80             | 187 |
| 30           | GTP | 7  | Cooke Racing                | Ralph Kent-Cooke Jim Adams David Hobbs                    | Lola T600                    | 184 |
| 31           | GTU | 42 | Gary Wonzer                 | Gary Wonzer Bill Bean Chuck Grantham                      | Porsche 911                  | 164 |
| 32           | GTP | 6  | North American Racing Team  | Modèle:RSA-1961-d Desiré Wilson Janet Guthrie Bonnie Henn | Ferrari 512BB/LM             | 163 |
| 33           | GTP | 16 | T-Bird Swap Shop            | Marty Hinze Bill Whittington Don Whittington              | Porsche 935K3                | 151 |
| 34           | GTP | 09 | T-Bird Swap Shop            | Preston Henn Dale Whittington (en) Randy Lanier           | Porsche 935K3                | 146 |
| 35           | GTO | 4  | Oftedahl Racing             | Darin Brassfield Jerry Brassfield Bill Cooper             | Pontiac Firebird             | 135 |
| 36           | GTU | 66 | Dunham Trucking             | Jack Dunham Luis Sereix                                   | Mazda RX-7                   | 124 |
| 37           | GTO | 34 | Drolsom Racing              | George Drolsom Bill Johnson Tom Davey                     | Porsche 924 Carrera          | 119 |
| 38           | GTP | 03 | Angelo Pallavicini          | Angelo Pallavicini Neil Crang John Sheldon                | Porsche 935                  | 119 |
| 39           | GTU | 96 | Bon Temps Racing            | Ron Reed Mike Langlinais                                  | Datsun 240Z                  | 119 |
| 40           | GTO | 39 | Montura Racing              | Tony Garcia Albert Naon Fred Stiff                        | BMW M1                       | 116 |
| 41           | GTU | 51 | Red Roof Inns               | Ed Pimm Walt Bohren Doug Carmean                          | Mazda RX-7                   | 103 |
| 42           | GTP | 20 | Fuchs-Whitaker              | Bruce Jernigan William Boyer                              | Chevrolet Camaro             | 90  |
| 43           | GTO | 84 | Scorpio Racing              | Enrique Molins Eduardo Barrientos                         | Porsche 934                  | 77  |
| 44           | GTP | 25 | Red Lobster Racing          | Dave Cowart Kenper Miller                                 | March 82G                    | 72  |
| 45           | GTP | 69 | Kenneth LaGrow              | Kenneth LaGrow William Boyer Jack Turner                  | Chevrolet Monza              | 68  |
| 46           | GTO | 44 | Stratagraph Inc.            | Billy Hagan Gene Felton                                   | Chevrolet Camaro             | 63  |
| 47           | GTU | 30 | Case Racing                 | Ron Case Michael Harry Angelo Pizzagelli                  | Porsche 911                  | 62  |
| 48           | GTP | 65 | Prancing Horse Farm Racing  | Carson Baird Tom Pumpelly Chip Mead                       | Ferrari 512BB/LM             | 59  |
| 49           | GTP | 74 | Mark Wagoner                | Del Russo Taylor Wayne Dassinger                          | Chevron GTP                  | 57  |
| 50           | GTO | 40 | Manuel Villa                | Luis Gordillo Manuel Villa Mandy Gonzalez                 | Porsche Carrera RSR          | 56  |
| 51           | GTO | 79 | ProMotion Whitehall         | Tom Winters Robert Overby Bob Bergstrom                   | Porsche 924 Carrera GTR      | 55  |
| 52           | GTO | 10 | Oftedahl Racing             | Bob Raub Tony Brassfield Carl Shafer                      | Pontiac Firebird             | 52  |
| 53           | GTU | 87 | Ralph Sanchez Racing        | Luis Mendez Ralph Sanchez Armando Ramirez                 | Mazda RX-7                   | 50  |
| 54           | GTP | 23 | Superior Racing             | Raul Garcia Armando Fernandez                             | Chevrolet Camaro             | 38  |
| 55           | GTU | 82 | Trinity Racing              | Jim Cook Jim Mullen                                       | Mazda RX-7                   | 38  |
| 56           | GTU | 15 | Timothy Lee                 | Timothy Lee Al White Craig Pearce                         | Mercury Capri                | 38  |
| 57           | GTO | 53 | Fomfor Racing El Salvador   | Francisco Miguel Guillermo Valiente Benjamin Gonzalez     | BMW 3.0 CSL                  | 27  |
| 58           | GTP | 48 | Sanyo                       | Phil Currin John Carusso                                  | Chevrolet Corvette           | 26  |
| 59           | GTU | 3  | Ned Skiff                   | Ned Skiff Jim Leo                                         | Renault R12                  | 26  |
| 60           | GTO | 19 | Van Every Racing            | Ash Tisdelle Lance Van Every                              | Porsche Carrera RSR          | 23  |
| 61           | GTO | 36 | Herman-Miller P. A.         | Paul Miller Pat Bedard Jürgen Barth                       | Porsche 924 Carrera          | 23  |
| 62           | GTP | 45 | Stratagraph Inc.            | Hershel McGriff Richard Brooks                            | Chevrolet Camaro             | 21  |
| 63           | GTO | 60 | Bob's Speed Products        | Bob Lee Brian Erikson Guy Church                          | AMC AMX                      | 18  |
| 64           | GTO | 71 | Sunrise Auto Parts          | Jeff Loving Edward Belin                                  | Chevrolet Camaro             | 14  |
| 65           | GTP | 2  | John Fitzpatrick Racing     | John Fitzpatrick David Hobbs                              | Porsche 935K3/80             | 7   |
| 66           | GTO | 29 | Oberdorfer Research         | Hoyt Overbagh Peter Kirill Scott Smith                    | Oldsmobile Starfire          | 7   |
| 67           | GTO | 11 | Kendall Racing              | Dennis Aase Chuck Kendall John Hotchkis                   | BMW M1                       | 1   |
| Non-partants |     |    |                             |                                                           |                              |     |
| 68           | GTP | 0  | Interscope Racing           | Ted Field Danny Ongais                                    | Porsche 935K3/80             |     |
| 69           | GTO | 17 | Tim Chitwood                | Tim Chitwood Joe Varde                                    | Chevrolet Camaro             |     |
| 70           | GTO | 22 | Toyota Village Inc.         | Werner Frank Ken Marden                                   | Porsche 934                  |     |
| 71           | GTO | 28 | McVey Racing Enterprises    | Bill McVey David Deacon Scott Smith                       | Chevrolet Camaro             |     |
| 72           | GTU | 31 | Hallet Motor Racing Circuit | Anatoly Arutunoff José Marina                             | Lancia Stratos               |     |
| 73           | GTP | 47 | Frank Rubino                | Frank Rubino Tom Davis                                    | Ferrari 512BB                |     |